# Planspitze
Il Planspitze (2.117 m s.l.m.) è una montagna dei Gesäuse nelle Alpi dell'Ennstal. Si trova in Stiria (Austria).